# Cristian Oviedo
Cristian Alberto Oviedo Calvo  (Alajuela, 25 de agosto de 1978) es un exjugador de fútbol costarricense que jugó varios años para el equipo Liga Deportiva Alajuelense de la Primera División de Costa Rica.

## Trayectoria
Debutó contra Liga Deportiva Alajuelense cuando militaba en el Carmen en un derbi de la ciudad de Alajuela. Inmediatamente el fútbol costarricense se dio cuenta de sus cualidades como defensa armador y buen pase.
Luego fue transferido al Santos de Guapiles donde no duro mucho pues el 3.º club más grande de Costa Rica se fijó en el donde militó un par de años para luego ser transferido al club de sus amores, Liga Deportiva Alajuelense.
Se ha vuelto un jugador especialista en cobrar tiros desde el punto de penal, tanto así que en las finales de los tornero de invierno 2010 y 2013, ambos contra el Club Sport Herediano, le dio el triunfo a su equipo en la tanda de penales, siendo el último jugador en tirar desde los cinco pasos.
Actualmente es entrenador del C. S. 11 de Abril, la filial de L. D. Alajuelense.

## Clubes

### Como jugador
| Club                 | País       | Año         |
| -------------------- | ---------- | ----------- |
| Carmelita            | Costa Rica | 1997 - 2000 |
| Santos de Guápiles   | Costa Rica | 2000 - 2002 |
| Club Sport Herediano | Costa Rica | 2003 - 2005 |
| Alajuelense          | Costa Rica | 2005 - 2014 |

#### Palmarés
| Título           | Club        | País       | Torneo        |
| ---------------- | ----------- | ---------- | ------------- |
| Primera División | Alajuelense | Costa Rica | Invierno 2010 |
| Primera División | Alajuelense | Costa Rica | Verano 2011   |
| Primera División | Alajuelense | Costa Rica | Invierno 2011 |
| Primera División | Alajuelense | Costa Rica | Invierno 2012 |
| Primera División | Alajuelense | Costa Rica | Invierno 2013 |

### Como entrenador
| Club          | País       | Año               |
| ------------- | ---------- | ----------------- |
| Once de Abril | Costa Rica | 2018 - actualidad |

#### Palmarés
| Título           | Club        | País       | Torneo        |
| ---------------- | ----------- | ---------- | ------------- |
| Alto Rendimiento | Alajuelense | Costa Rica | Clausura 2018 |

## Selección nacional
Cristian Oviedo fue un convocado regular por el entrenador Rodrigo Kenton. Disputó la Copa Uncaf 2009 realizada en Honduras, en la que la selección de Costa Rica fue subcampeona. 
Fue parte del proceso clasificatorio rumbo a la Copa Mundial de 2010, realizada en Sudáfrica, en la que su selección resultó descalificada. Disputó sólo 3 encuentros oficiales en la eliminatoria mundialista, contra las selecciones de Honduras, México y El Salvador.
En total, Oviedo participó en 11 encuentros con el equipo nacional, entre amistosos y oficiales.